# Campeonato Sudamericano 1967
Das Campeonato Sudamericano von 1967 war die 29. Auflage der südamerikanischen Kontinentalmeisterschaft im Fußball und fand vom 17. Januar bis 2. Februar zum sechsten Mal in Uruguay statt. Brasilien und Peru nahmen nicht teil. Dafür war erstmals seit seinem Beitritt zur CONMEBOL 1952 Venezuela am Start. 
Eine Änderung gab es im Austragungsmodus. Zum ersten und einzigen Mal in der Geschichte der Copa wurde der Wettbewerb in eine Qualifikation und eine Endrunde unterteilt. Vier Mannschaften waren automatisch für diese gesetzt. Neben Argentinien und Uruguay waren dies noch Titelverteidiger Bolivien und Neuling Venezuela. In der Qualifikation, die Ende 1966 stattfand, spielten jeweils zwei Teams in Hin- und Rückspiel um zwei weitere Plätze. Die „Endrunde“ wurde wie gehabt im Ligasystem (Jeder gegen Jeden) ausgetragen. Bei Punktgleichheit auf dem ersten Platz war ein Entscheidungsspiel vorgesehen. Alle Spiele wurden im Estadio Centenario in Montevideo ausgetragen. Dabei wurden wie bereits bei früheren Turnieren einige Spiele nacheinander im Rahmen einer Doppelveranstaltung an einem Tag ausgetragen. 
Titelverteidiger Bolivien erzielte kein Tor, erreichte lediglich ein Unentschieden und enttäuschte somit auf ganzer Linie. Gastgeber Uruguay nutzte zum sechsten Mal seinen Heimvorteil, gewann damit jedes Turnier im eigenen Land und wurde ungeschlagen zum insgesamt elften Mal Fußball-Südamerikameister.
Der siegreiche Kader der uruguayischen Mannschaft setzte sich aus den folgenden Akteuren zusammen:
Jorge Acuña (Sud América), Elgar Baeza (Nacional), Miguel Angel Bazzano (Danubio), Omar Caetano (Peñarol), Jacinto Callero (Nacional), Héctor Carlos Cingunegui (Nacional), Pablo Forlán (Peñarol), Abayubá Ibáñez (Defensor), Carlos Martínez (Fénix), Ladislao Mazurkiewicz (Peñarol), Julio Montero Castillo (Nacional), Juan Mujica (Nacional), Jorge Oyarbide (Nacional), Juan Carlos Paz (Racing Club), Domingo Salvador Pérez (Nacional), Pedro Rocha (Peñarol), Héctor Salvá (Danubio), Rubén Techera (Nacional), José Urruzmendi (Nacional), Luis Alberto Varela (Peñarol), Luis Alberto Vera (Fénix) -- Trainer: Juan Carlos Corazzo

## Qualifikation
|                                                           |   |           |           |
| 30. November 1966 in Santiago (Estadio Nacional de Chile) |   |           |           |
| Chile                                                     | – | Kolumbien | 5:2 (3:0) |
| 11. Dezember 1966 in Bogotá (El Campin)                   |   |           |           |
| Kolumbien                                                 | – | Chile     | 0:0       |

|                                                         |   |          |           |
| 21. Dezember 1966 in Guayaquil (Estadio Modelo)         |   |          |           |
| Ecuador                                                 | – | Paraguay | 2:2 (0:0) |
| 28. Dezember 1966 in Asunción (Estadio Manuel Ferreira) |   |          |           |
| Paraguay                                                | – | Ecuador  | 3:1 (2:0) |

## Spielergebnisse
|                 |   |             |           |
| 17. Januar 1967 |   |             |           |
| Uruguay         | – | Bolivien    | 4:0 (2:0) |
| 18. Januar 1967 |   |             |           |
| Chile           | – | Venezuela   | 2:0 (2:0) |
| Argentinien     | – | Paraguay    | 4:1 (1:0) |
| 21. Januar 1967 |   |             |           |
| Uruguay         | – | Venezuela   | 4:0 (2:0) |
| 22. Januar 1967 |   |             |           |
| Argentinien     | – | Bolivien    | 1:0 (0:0) |
| Chile           | – | Paraguay    | 4:2 (2:1) |
| 25. Januar 1967 |   |             |           |
| Paraguay        | – | Bolivien    | 1:0 (0:0) |
| Argentinien     | – | Venezuela   | 5:1 (2:0) |
| 26. Januar 1967 |   |             |           |
| Uruguay         | – | Chile       | 2:2 (1:2) |
| 28. Januar 1967 |   |             |           |
| Venezuela       | – | Bolivien    | 3:0 (0:0) |
| Argentinien     | – | Chile       | 2:0 (1:0) |
| 29. Januar 1967 |   |             |           |
| Uruguay         | – | Paraguay    | 2:0 (1:0) |
| 1. Februar 1967 |   |             |           |
| Chile           | – | Bolivien    | 0:0       |
| Paraguay        | – | Venezuela   | 5:3 (4:1) |
| 2. Februar 1967 |   |             |           |
| Uruguay         | – | Argentinien | 1:0 (0:0) |

| Pl. | Land        | Sp. | S | U | N | Tore    | Diff. | Punkte |
| --- | ----------- | --- | - | - | - | ------- | ----- | ------ |
| 1.  | Uruguay     | 5   | 4 | 1 | 0 | 013:200 | +11   | 09:10  |
| 2.  | Argentinien | 5   | 4 | 0 | 1 | 012:300 | +9    | 08:20  |
| 3.  | Chile       | 5   | 2 | 2 | 1 | 008:600 | +2    | 06:40  |
| 4.  | Paraguay    | 5   | 2 | 0 | 3 | 009:130 | −4    | 04:60  |
| 5.  | Venezuela   | 5   | 1 | 0 | 4 | 007:160 | −9    | 02:80  |
| 6.  | Bolivien    | 5   | 0 | 1 | 4 | 000:900 | −9    | 01:90  |

## Beste Torschützen
| Rang | Spieler         | Tore |
| ---- | --------------- | ---- |
| 1    | Luis Artime     | 5    |
| 2    | Jorge Oyarbide  | 4    |
| 3    | Julio Gallardo  | 3    |
|      | Rubén Marcos    | 3    |
|      | Pedro Rocha     | 3    |
|      | José Urruzmendi | 3    |
|      | Rafael Santana  | 3    |